# Caribe (venezolanische Automarke)
Caribe war eine Automarke aus Venezuela.

## Markengeschichte
Mack de Venezuela mit Sitz in Las Tejerías montiert seit 1963 Nutzfahrzeuge der Marke Mack. 1982 begann zusätzlich die Produktion von Automobilen, die als Caribe vermarktet wurden. Laut einer anderen Quelle erfolgte die entsprechende Vereinbarung im Jahr 1981. 1993 endete diese Produktion.

## Fahrzeuge
Das einzige Modell 442 war ein Geländewagen. Isuzu gab dazu die Lizenz zur Fertigung des Isuzu Trooper.